# Jakob Müller (Unternehmer)
Jakob Müller (* 3. September 1916 in Frick; † 6. Oktober 2003 in Aarau, reformiert, heimatberechtigt in Langenbruck) war ein Schweizer Unternehmer. 

## Leben
Jakob Müller kam am 3. September 1916 in Frick als Sohn des Jakob Müller Senior und der Hulda geborene Kistler zur Welt. Müller schloss eine  Ausbildung zum Maschineningenieur am Technikum Winterthur sowie an der École supérieure de Tissage in Lyon ab. In der Folge führte Müller seit 1941 ein  Ingenieurbüro für Maschinenbau in Frick.
Im Jahr 1946 trat Jakob Müller in die 1887 von seinem Grossvater gegründete und von seinem Vater weitergeführte Textilmaschinenfabrik Jakob Müller in Frick ein, die er 1968 in eine Aktiengesellschaft umwandelte. Unter seiner Leitung entwickelte sich das Unternehmen zum Weltmarktführer für Maschinen zur Herstellung von Gurten und Bändern aller Art.
Jakob Müller heiratete 1942 Gertrud, die Tochter des Rudolf Theodor Frauenfelder. Er starb am 6. Oktober 2003 einen Monat nach Vollendung seines 87. Lebensjahres in Aarau.